# Ateleopodiformes
Os Ateleopodiformes são uma pequena ordem de peixes actinopterígeos, que consiste apenas numa família (Ateleopodidae), com cerca de uma dúzia de espécies em 4 géneros.

## Lista de espécies
- Ateleopus indicus
- Ateleopus japonicus
- Ateleopus natalensis
- Ateleopus purpureus
- Ateleopus tanabensis
- Guentherus altivelis
- Ijimaia antillarum
- Ijimaia dofleini
- Ijimaia loppei
- Ijimaia plicatellus
- Parateleopus microstomus